# Mistrzostwa Europy U-21 w Piłce Nożnej 2009
Mistrzostwa Europy U-21 w Piłce Nożnej 2009 odbyły się w dniach 15–29 czerwca 2009 w Szwecji.

## Kwalifikacje
W kwalifikacjach brali udział 51 drużyn narodowych U-21, podzielonych na 10 grup, w których znajdowało się 5 lub 6 zespołów. Mistrzowie grup i cztery najlepsze zespoły z drugich miejsc awansowali do fazy play-off, z której zostały wyłonionych siedmioro finalistów turnieju głównego.

### Zakwalifikowane drużyny
- Anglia
- Białoruś
- Finlandia
- Hiszpania
- Niemcy
- Serbia
- Szwecja (gospodarz)
- Włochy

Losowanie grup turnieju finałowego zostało przeprowadzone 3 grudnia 2008 roku w Göteborgu.

## Grupa A
| Zespół   | Pkt | M | W | R | P | Br+ | Br− | +/− |
| -------- | --- | - | - | - | - | --- | --- | --- |
| Włochy   | 7   | 3 | 2 | 1 | 0 | 4   | 2   | +2  |
| Szwecja  | 6   | 3 | 2 | 0 | 1 | 9   | 4   | +5  |
| Serbia   | 2   | 3 | 0 | 2 | 1 | 1   | 3   | -2  |
| Białoruś | 1   | 3 | 0 | 1 | 2 | 2   | 7   | -5  |

| 16 czerwca 2009 18:15 CET | Szwecja · Rasmus Elm 35' · Marcus Berg 38', 44', 82' · Gustav Svensson 89' | 5:13:1 | Białoruś · Siarhiej Kislak 32' | Swedbank Stadion, Malmö Sędzia: Claudio Circhetta |
|                           |                                                                            |        |                                |                                                   |

| 16 czerwca 2009 20:45 CET | Włochy | 0:0 | Serbia | Olympia, Helsingborg Sędzia: Pedro Proença |
|                           |        |     |        |                                            |

| 19 czerwca 2009 16:00 CET | Szwecja · Ola Toivonen 89' | 1:20:1 | Włochy · Mario Balotelli 23' · Robert Acquafresca 53' | Olympia, Helsingborg Sędzia: Tony Chapron |
|                           |                            |        |                                                       |                                           |

| 19 czerwca 2009 18:15 CET | Białoruś | 0:0 | Serbia | Swedbank Stadion, Malmö Sędzia: Cüneyt Çakır |
|                           |          |     |        |                                              |

| 23 czerwca 2009 20:45 CET | Serbia · Gojko Kačar 27' | 1:3 | Szwecja · Marcus Berg 7' 15' (k.) · Ola Toivonen 29' | Swedbank Stadion, Malmö Sędzia: Pedro Proença |
|                           |                          |     |                                                      |                                               |

| 23 czerwca 2009 20:45 CET | Białoruś · Siarhiej Kislak 45' | 1:21:1 | Włochy · Robert Acquafresca 45+3' (k.) 75' | Olympia, Helsingborg Sędzia: Claudio Circhetta |
|                           |                                |        |                                            |                                                |

## Grupa B
| Zespół    | Pkt | M | W | R | P | Br+ | Br− | +/− |
| --------- | --- | - | - | - | - | --- | --- | --- |
| Anglia    | 7   | 3 | 2 | 1 | 0 | 5   | 2   | +3  |
| Niemcy    | 5   | 3 | 1 | 2 | 0 | 3   | 1   | +2  |
| Hiszpania | 4   | 3 | 1 | 1 | 1 | 2   | 2   | 0   |
| Finlandia | 0   | 3 | 0 | 0 | 3 | 1   | 6   | -5  |

| 15 czerwca 2009 18:15 CET | Anglia · Lee Cattermole 15' · Micah Richards 53' | 2:11:1 | Finlandia · Tim Sparv 33' (k.) | Örjans Vall, Halmstad Sędzia: Cüneyt Çakır |
|                           |                                                  |        |                                |                                            |

| 15 czerwca 2009 20:45 CET | Hiszpania | 0:0 | Niemcy | Gamla Ullevi, Göteborg Sędzia: Tony Chapron |
|                           |           |     |        |                                             |

| 18 czerwca 2009 18:15 CET | Niemcy · Benedikt Höwedes 59' · Ashkan Dejagah 61' | 2:00:0 | Finlandia | Örjans Vall, Halmstad Sędzia: Peter Rasmussen |
|                           |                                                    |        |           |                                               |

| 18 czerwca 2009 20:45 CET | Hiszpania | 0:20:0 | Anglia · Fraizer Campbell 67' · James Milner 73' | Gamla Ullevi, Göteborg Sędzia: Bjorn Kuipers |
|                           |           |        |                                                  |                                              |

| 22 czerwca 2009 20:45 CET | Finlandia | 0:20:1 | Hiszpania · Marc Torrejón 29' · Pedro León 55' | Gamla Ullevi, Göteborg Sędzia: Bjorn Kuipers |
|                           |           |        |                                                |                                              |

| 22 czerwca 2009 20:45 CET | Niemcy · Gonzalo Castro 5' | 1:1 | Anglia · Jack Rodwell 30' | Örjans Vall, Halmstad Sędzia: Peter Rasmussen |
|                           |                            |     |                           |                                               |

## Półfinały
| 26 czerwca 2009 18:00 CET | Włochy | 0:10:0 | Niemcy · Andreas Beck 48' | Gamla Ullevi, Göteborg Sędzia: Pedro Proença |
|                           |        |        |                           |                                              |

| 26 czerwca 2009 20:45 CET                                                             | Anglia · Martin Cranie 1' · Nedum Onuoha 27' · Mattias Bjärsmyr 38' (sam.) | 3:3 (dog.) k. 5-43:0                                                                              | Szwecja · Marcus Berg 68' 81' · Ola Toivonen 75' | Örjans Vall, Halmstad Sędzia: Cüneyt Çakır |
|                                                                                       |                                                                            |                                                                                                   |                                                  |                                            |
|                                                                                       |                                                                            | Rzuty karne                                                                                       |                                                  |                                            |
| James Milner · Joe Hart · Lee Cattermole · Adam Johnson · Theo Walcott · Kieran Gibbs |                                                                            | Marcus Berg · Rasmus Elm · Mattias Bjärsmyr · Mikael Lustig · Rasmus Bengtsson · Guillermo Molins |                                                  |                                            |

## Finał
| 29 czerwca 2009 | Niemcy · Gonzalo Castro 23' · Mesut Özil 48' · Sandro Wagner 79' 84' | 4:01:0 | Anglia | Swedbank Stadion, Malmö Widzów: 18 769 Sędzia: Bjorn Kuipers |
|                 |                                                                      |        |        |                                                              |

## Strzelcy
7 goli
- Marcus Berg

3 gole
- Robert Acquafresca
- Ola Toivonen

2 gole
- Siarhiej Kislak
- Gonzalo Castro
- Sandro Wagner

1 gol
- Fraizer Campbell
- Lee Cattermole
- Martin Cranie
- James Milner
- Nedum Onuoha
- Micah Richards
- Jack Rodwell
- Tim Sparv
- Marc Torrejón
- Pedro León
- Andreas Beck
- Ashkan Dejagah
- Benedikt Höwedes
- Mesut Özil
- Gustav Svensson
- Mario Balotelli

gole samobójcze
- Mattias Bjärsmyr dla  Anglii
- Alaksandr Martynowicz dla  Szwecji